# 奇跡/夏陰/サナギ
「奇跡/夏陰/サナギ」（きせき/なつかげ/サナギ）は、スガシカオの18枚目のシングル。2005年8月10日発売。

## 概要
- 初のトリプルA面シングル。テーマソングとして依頼があって作った[1]。
- 初回生産限定盤には、玉山鉄二と長谷部瞳が出演している「June」のPVを収録したDVD付。

## 収録曲
（全作詞・作曲・編曲：スガシカオ）
1. 奇跡
  - 朝日放送『2005年全国高校野球選手権大会中継』統一テーマソング
  - 「夏の甲子園では奇跡が身近にある」ということをヒントにして書いた曲[2]。
2. 夏陰〜なつかげ〜
  - テレビ朝日系『熱闘甲子園』エンディングテーマ
  - フジテレビ系アニメ『ハチミツとクローバーII』挿入歌
  - ホノルルで作ったが、本作は東京に帰ってきてからリアレンジしたバージョンである[3]。
  - 24thシングル「コノユビトマレ」にアレンジされたバージョンが収録されている。
3. サナギ〜theme from xxxHOLiC the movie〜
  - 松竹配給アニメ映画『劇場版xxxHOLiC 真夏ノ夜ノ夢』主題歌
  - アニメ映画の主題歌のために、アルバム『TIME』収録曲をアレンジしたもの。

## 収録アルバム
- TIME (#3、原曲)
- PARADE (#1,2)
- ALL SINGLES BEST (#1,2,3)
- BEST HIT!! SUGA SHIKAO -2003〜2011- (#1,2,3)